# Cameraria bauhiniae
Cameraria bauhiniae är en fjärilsart som först beskrevs av Henry Tibbats Stainton 1856.  Cameraria bauhiniae ingår i släktet Cameraria och familjen styltmalar. Inga underarter finns listade i Catalogue of Life.